# آهنگری (اندیکا)
آهنگری، روستایی از توابع بخش آبژدان شهرستان اندیکا در استان خوزستان ایران است.	

## جمعیت
این روستا در دهستان کوشک قرار دارد و براساس سرشماری مرکز آمار ایران در سال ۱۳۸۵، جمعیت آن ۵۰ نفر (۵ خانوار) بوده‌است.
اکثر ساکنان این روستا از تیره خواجه وند و خانواده‌های زمان‌پور از طایفه بزرگ گندلی دورکی باب از ایل بختیاری می‌باشند. هر چند در این روستا اقلیت‌های دیگری نیز وجود دارد اما اکنون روستا با نام و عنوان خانواده بزرگ زمان‌پور مورد شناسایی قرار می‌گیرد.

## زبان
مردم روستای آهنگری به زبان بختیاری صحبت می‌کنند.